# Adèle Ferrand
Adèle Julie Ferrand (ur. 20 października 1817 w Nancy, zm. 1 kwietnia 1848 w Saint-Pierre na wyspie Reunion) – francuska malarka i rysowniczka, mieszkająca i tworząca na wyspie Reunion.

## Życiorys
Bardzo wcześnie stała się mistrzynią malarskiej szkoły romantycznej: prace niespełna 20-latki prezentowane były w Salonie Królewskim w Luwrze w 1837 r. Otrzymywała nagrody i odznaczenia, chwalono jej talent.
2 lutego 1846 r. poślubiła w Paryżu Denisa-François Le Coat de Kervéguen. Razem z mężem wyjechała do kolonii na wyspie Reunion – zamieszkali z matką męża w Saint-Pierre.
W swojej korespondencji wyrażała sprzeciw wobec niewolnictwa, które było czymś powszechnym w koloniach.
Lokalna prasa chwaliła jej talent, pisząc m.in., że „rzucała na ziemię Burbon [dawna nazwa wyspy] blask, którym świeciła rzadko”.
30 grudnia 1846 r. urodziła syna, Denisa Marie François Georges Paula „Hervé”. Zmarła na dur brzuszny w wieku 30 lat.
Jej syn poświęci potem życie, pielęgnując pamięć o matce, nadając także jej imię swojej córce. W 1911 nabył od muzyka i malarza François Cudeneta, gwasz i osiem obrazów autorstwa matki, a w 1922 tuż przed śmiercią zapisał wszystkie prace artystki miejscu, o którego powstanie zaapelował. 11 listopada 1922 roku Muzeum Léona Dierxa zainaugurowało z przepychem „Salle Mme Denis Le Coat de Kervéguen”, alias Adèle Ferrand.
Obrazy i rysunki Adèle Ferrand przechowywane są w Musée Léon-Dierx, można je także oglądać online w bazie „Iconothèque historique de l’océan Indien”.